# Episodi di Grey's Anatomy (ventunesima stagione)
La ventunesima stagione della serie televisiva Grey's Anatomy, composta da 18 episodi, è trasmessa in prima visione assoluta negli Stati Uniti d'America da ABC dal 26 settembre 2024 al 15 maggio 2025. 
In Italia la stagione è pubblicata sul servizio on-demand Disney+ dal 21 novembre 2024.
Durante il corso della stagione l'attrice Ellen Pompeo (Meredith Grey) continua ad apparire come personaggio ricorrente in 7 episodi. Jesse Williams, interprete del dottor Jackson Avery e Greg Germann, interprete del dottor Thomas Koracick, tornano sul set come guest star rispettivamente nel primo e nel dodicesimo episodio della stagione. In questa stagione Jake Borelli e Midori Francis lasciano il cast.
| nº | Titolo originale                           | Titolo Italia                          | Prima TV USA      | Pubblicazione Italia |
| -- | ------------------------------------------ | -------------------------------------- | ----------------- | -------------------- |
| 1  | If Walls Could Talk                        | Se le pareti potessero parlare         | 26 settembre 2024 | 21 novembre 2024     |
| 2  | Take Me to Church                          | Portami in chiesa                      | 3 ottobre 2024    | 28 novembre 2024     |
| 3  | I Can See Clearly Now                      | Adesso ci vedo chiaro                  | 10 ottobre 2024   | 5 dicembre 2024      |
| 4  | This One's for the Girls                   | Questo è per le ragazze                | 17 ottobre 2024   | 12 dicembre 2024     |
| 5  | You Make My Heart Explode                  | Mi fai esplodere il cuore              | 24 ottobre 2024   | 19 dicembre 2024     |
| 6  | Night Moves                                | Attività notturne                      | 7 novembre 2024   | 2 gennaio 2025       |
| 7  | If You Leave                               | Se te ne vai                           | 14 novembre 2024  | 9 gennaio 2025       |
| 8  | Drop It Like It's Hot                      | Batti il ferro finché è caldo          | 21 novembre 2024  | 16 gennaio 2025      |
| 9  | Hit the Floor                              | Cadere a terra                         | 6 marzo 2025      | 17 aprile 2025       |
| 10 | Jump (For My Love)                         | Salta (per il mio amore)               | 13 marzo 2025     | 24 aprile 2025       |
| 11 | I Still Haven’t Found What I’m Looking For | Non ho ancora trovato quello che cerco | 20 marzo 2025     | 1° maggio 2025       |
| 12 | Ridin' Solo                                | Viaggiare in solitaria                 | 27 marzo 2025     | 8 maggio 2025        |
| 13 | Don't You (Forget About Me)                | Non dimenticarti di me                 | 3 aprile 2025     | 15 maggio 2025       |
| 14 | Love in the Ice Age                        | Amore nell'era glaciale                | 10 aprile 2025    | 22 maggio 2025       |
| 15 | Bust Your Windows                          | Rompi le finestre                      | 17 aprile 2025    | 29 maggio 2025       |
| 16 | Papa Was a Rollin' Stone                   | Papà era un vagabondo                  | 1° maggio 2025    | 5 giugno 2025        |
| 17 | Love You Like a Love Song                  | Ti amo come una canzone d'amore        | 8 maggio 2025     | 12 giugno 2025       |
| 18 | How Do I Live                              | Come vivo                              | 15 maggio 2025    | 19 giugno 2025       |

## Se le pareti potessero parlare
- Titolo originale: If Walls Could Talk

### Trama
Bailey, ora a capo della sua clinica, scopre che Catherine ha assunto Sydney Heron per guidare gli specializzandi, una mossa che irrita Bailey per via di vecchi contrasti. Catherine, nel frattempo, affronta una crisi di salute quando sviene a causa di un tumore alla spina dorsale e confida a Meredith il suo stato, costringendola al silenzio. 
Meredith, alle prese con problemi legali per violazione di contratto e uso improprio di fondi, è costretta a riconsiderare il suo approccio dopo un confronto con Jackson. Catherine utilizza la sua condizione di salute per negoziare con Meredith, mantenendo il suo controllo strategico. Lucas, che deve decidere se ripetere l'anno al Grey Sloan o trasferirsi, sceglie di restare grazie al supporto degli altri specializzandi e di Simone. I due condividono un momento romantico significativo. 
La puntata include una protesta per il cambiamento climatico che porta pazienti con lesioni complesse in ospedale, tra cui una manifestante intrappolata in un condotto d'aria. Bailey interviene in modo risoluto per salvarla. Jo rivela di essere incinta di Link, mentre Blue si confronta con il ritorno della sua ex fidanzata, Molly, che ha perso la memoria in un incidente.

## Portami in chiesa
- Titolo originale: Take Me To Church

### Trama
Meredith, nel tentativo di mantenere il segreto di Catherine riguardo ai tumori al fegato, collabora con Bailey per convincerla a sottoporsi a una biopsia. Catherine accetta, ma solo dopo un confronto sincero in un contesto informale. 
Teddy torna a Grey Sloan come cardiochirurgo dopo essere stata retrocessa da capo. Tuttavia, dimostra le sue capacità salvando la vita di Nora, una conoscente di Owen, e convince Richard a reintegrarla come capo dopo un discorso appassionato. 
Kwan affronta i fantasmi del passato con Molly, la sua ex fidanzata che soffre di amnesia. Rivela di averla tradita prima di un incidente che ha cambiato le loro vite, ma il tentativo di ricostruire il loro rapporto fallisce. 
Amelia scopre un tumore terminale in un giovane paziente, Cal, che affronta la diagnosi con forza e inizia a stilare una lista di desideri da realizzare prima di morire. I tre trascorrono una giornata sul campo da golf, dando a Richard il tempo di riflettere sul suo ruolo all'ospedale e sulle sue decisioni.

## Ora vedo chiaramente
- Titolo originale: I Can See Clearly Now

### Trama
Amelia si occupa di un caso complesso che coinvolge una donna incinta con un tumore accelerato dagli ormoni della gravidanza. Nonostante i rischi elevati, decide di procedere con l'intervento per evitare che la paziente cerchi aiuto altrove, mettendo a rischio la sua vita e quella del bambino. Durante l'operazione, le tensioni tra Amelia e Jo vengono interrotte dall'intervento dell'internista Mika, che sottolinea l'importanza di rispettare i pazienti.
Nel frattempo, Simone e Lucas competono per una delicata operazione di trapianto di fegato in anestesia locale. Simone riesce a distinguersi per la sua preparazione, migliorando il suo umore dopo un iniziale scontro con Lucas. Inoltre, Richard affronta una crisi emotiva quando scopre che Catherine si sta sottoponendo a una biopsia epatica, provocando tensioni con Meredith.
Levi inizia una storia d'amore con il cappellano dell'ospedale, mentre Ben torna al Grey Sloan per un colloquio lavorativo che non va come previsto, ma si riconcilia con l'idea di supportare emotivamente la sua famiglia e i colleghi. Infine, Mika confessa a Jules che la sua crisi emotiva è legata alla diagnosi di cancro della sorella, lasciando in dubbio il suo futuro come chirurgo.

## Questo è per le ragazze
- Titolo originale: This One's for the Girls

### Trama
Mika si dedica alla ricerca di trattamenti per sua sorella Chloe, diagnosticata con un tumore. La trama include anche questioni sulla preservazione della fertilità di Chloe. Ben torna in medicina, ma il suo reinserimento è complicato. Bailey assegna Griffith a monitorarlo, generando tensioni professionali. La relazione di Levi con il cappellano James si approfondisce, ma emergono ostacoli emotivi.

## Mi fai esplodere il cuore
- Titolo originale: You Make My Heart Explode

### Trama
Levi e Lucas si trovano a gestire una situazione critica in elicottero mentre trasportano una bambina con gravi ferite. Il viaggio si complica quando le condizioni della paziente peggiorano. Teddy e Owen continuano a lavorare sulla loro relazione, cercando di bilanciare i problemi personali con le sfide professionali. Bailey, Link e Kwan collaborano per curare un dipendente dell'ospedale con complicazioni mediche.

## Attività notturne
- Titolo originale: Night Moves

### Trama
Schmitt e Adams affrontano un rischioso trasporto in elicottero con una giovane paziente in condizioni critiche, Ofelia, la cui gamba rischia l'amputazione senza un intervento immediato. Schmitt, mantenendo la calma sotto pressione, riesce a salvarla, confermando la sua vocazione per la chirurgia pediatrica. La dottoressa Beltran, colpita dal suo intervento, lo incoraggia a proseguire su questa strada, proponendogli anche un'opportunità per partecipare a una sperimentazione clinica in Texas. Nel frattempo, Jo, incinta di due gemelli, fatica a gestire le sue ansie, mettendo in crisi il rapporto con Link, che a sua volta confessa di avere timori legati alla genitorialità. Bailey, Simone e Kwan si impegnano per ottenere una costosa terapia genica per Zayne, un dipendente dell’ospedale affetto da una grave forma di anemia falciforme, ma ostacoli burocratici continuano a rallentare il percorso. Ndugu segue con attenzione il recupero di un paziente solo e stringe un legame con Ben Warren, nuovo specializzando. Intanto Teddy e Owen proseguono la terapia di coppia nel tentativo di salvare il loro matrimonio: tra tentativi temporanei e discussioni su soluzioni più profonde, un intervento chirurgico finisce inaspettatamente con un’esplosione di sangue che li fa ridere insieme, segnando un raro momento di complicità e volontà reciproca di ricostruire.

## Se te ne vai
- Titolo originale: If you leave

### Trama
Mika e sua sorella Chloe arrivano in condizioni gravissime al Grey Sloan dopo un incidente d’auto. Ancora cosciente, Mika affida Chloe alle cure di Lucas, pregandolo di prendersene cura. Jules reagisce in modo inaspettatamente emotivo alla possibilità di perdere Mika, lasciando interdetti gli altri specializzandi. Sarà Simone a confortarla, dopo che Jules le confessa di avere una relazione sentimentale con Mika. I migliori chirurghi dell’ospedale si uniscono per tentare di salvare le due sorelle. L’intervento riesce, ma per evitare danni al fegato, a Mika viene rimosso un rene e resta in coma indotto per facilitare la guarigione. I colleghi si alternano al suo capezzale. Le condizioni di Chloe però peggiorano: le lesioni da schiacciamento, unite alla chemioterapia in corso, risultano fatali. Al suo risveglio, Mika riceve da Bailey la notizia della morte della sorella, rimanendone sconvolta. Intanto, Schmitt prende una decisione importante: chiede al suo compagno James di trasferirsi con lui in Texas. Saluta Jo, che lo nomina padrino dei suoi figli, e riflette sul suo percorso al Grey Sloan. Poco dopo, James lo aspetta fuori dall’ospedale: ha lasciato il lavoro ed è pronto a partire con lui.

## Batti il ferro finché è caldo
- Titolo originale: Drop It Like It's Hot

### Trama
Dopo sei settimane di convalescenza, Mika torna al lavoro al Grey Sloan, ma l’ambiente riapre ferite ancora vive legate alla morte della sorella. Durante un turno con Bailey, ha un crollo emotivo quando un paziente colpito da colpo di calore va in arresto. In cerca di conforto, si rifugia in una stanza di riposo dove si ritrova con Jules: le due fanno sesso, nel tentativo di ristabilire una parvenza di normalità. Bailey, preoccupata per la sua salute mentale, ne parla con Teddy e insieme decidono di concederle altro tempo di riposo. Ma Mika ha già preso una decisione: lasciare il Grey Sloan, forse per sempre. Saluta Jules negli spogliatoi degli specializzandi, chiudendo così il capitolo. Intanto, Lucas e Jo vanno a cercare ghiaccio per affrontare l’ondata di calore che ha messo in crisi l’ospedale, ma rimangono coinvolti in una rapina a mano armata in un minimarket. Quando Jo sospetta di avere una perdita di sangue, Lucas tenta di disarmare il rapinatore e nella colluttazione parte un colpo. Owen, nel frattempo, lavora con Cass, la donna che aveva baciato Teddy. Dopo un iniziale riavvicinamento, viene assalito di nuovo dalla gelosia vedendoli da soli in ascensore. Decide allora di riallacciare i rapporti con Nora, una sua vecchia amica e paziente, che incontra per caso. Anche per Kwan riaffiorano vecchi sentimenti: la sua ex fidanzata Molly torna in città dopo una proposta di matrimonio ricevuta dal nuovo compagno, ma tra lei e Kwan scatta un bacio. Nonostante un’operazione complessa portata a termine con successo su un paziente affetto da sindrome di Marfan, Amelia e Winston restano scossi: il paziente, con cui avevano instaurato un forte legame, non si risveglia.

## Cadere a terra
- Titolo originale: Hit the floor

### Trama
Le conseguenze della sparatoria al minimarket si riversano sul Grey Sloan, gettando l’ospedale nel caos. Pazienti in arrivo, tensioni e panico mettono a dura prova lo staff. Ben, frustrato, si scontra con i limiti del nuovo piano di emergenza che aveva cercato di implementare senza successo: la situazione gli mostra quanto il sistema sia ancora impreparato. Intanto, Owen si ritrova al centro di una crescente tensione sentimentale, diviso tra vecchi dubbi e nuove insicurezze. Sul fronte chirurgico, Amelia e Winston si scontrano apertamente su come procedere con l’operazione di un giovane paziente: le divergenze professionali fanno emergere vecchi rancori personali.

## Cadere a terra
- Titolo originale: Hit the floor

### Trama
Le conseguenze della sparatoria al minimarket si riversano sul Grey Sloan, gettando l’ospedale nel caos. Pazienti in arrivo, tensioni e panico mettono a dura prova lo staff. Ben, frustrato, si scontra con i limiti del nuovo piano di emergenza che aveva cercato di implementare senza successo: la situazione gli mostra quanto il sistema sia ancora impreparato. Intanto, Owen si ritrova al centro di una crescente tensione sentimentale, diviso tra vecchi dubbi e nuove insicurezze. Sul fronte chirurgico, Amelia e Winston si scontrano apertamente su come procedere con l’operazione di un giovane paziente: le divergenze professionali fanno emergere vecchi rancori personali.

## Salta (per il mio amore)
- Titolo originale: Jump (for My Love)

### Trama
Meredith e Nick tornano al Grey Sloan per seguire il delicato caso di un paziente in attesa di trapianto di fegato. Nel frattempo, Bailey organizza un ritiro per gli specializzandi a casa sua, sperando di rafforzare il legame tra loro e allentare le tensioni accumulate in ospedale. Durante il ritiro, Winston e Ben si imbattono in una vittima di un incidente stradale e si ritrovano a intervenire d’urgenza, trasformando l’evento in un’improvvisata lezione di pronto soccorso.

## Non ho ancora trovato quello che cerco
- Titolo originale: I Still Haven't Found What I'm Looking For

### Trama
Dopo un caso particolarmente delicato, il team medico si confronta con le implicazioni etiche delle proprie decisioni, sollevando dubbi e tensioni tra colleghi. Bailey cerca di trovare un nuovo equilibrio nel suo rapporto professionale con Ben, sempre più coinvolto nelle emergenze ospedaliere. Intanto, un gruppo di studenti universitari impegnati in una caccia al tesoro invade il Grey Sloan, creando confusione e disordini in reparto, mettendo alla prova la pazienza dello staff.

## Viaggiare in solitaria
- Titolo originale: Ridin' Solo

### Trama
Meredith e Amelia lavorano insieme alla stesura di una proposta di finanziamento per portare avanti la loro ricerca sull'Alzheimer, cercando di ottenere il supporto necessario per proseguire lo studio. Intanto, Teddy e Owen arrivano a un punto di rottura nel loro matrimonio: le tensioni irrisolte e i tentativi falliti di riconciliazione li costringono a confrontarsi con la possibilità di separarsi. Nel frattempo, Jules si ritrova in una situazione imbarazzante con la dottoressa Beltran, dando vita a un momento di tensione che lascia trasparire vecchi attriti.

## Non dimenticarti di me
- Titolo originale: Don't You (Forget About Me)

### Trama
Amelia e Simone si cimentano in un intervento neurochirurgico ad altissimo rischio, innovativo e complesso, che potrebbe aprire nuove possibilità terapeutiche ma mette entrambe sotto forte pressione. Teddy e Bailey partecipano a un congresso medico, dove si imbattono nella dottoressa Cass Beckman, suscitando in Teddy vecchi turbamenti e qualche tensione. Intanto, Jo fatica a nascondere la sua irritazione verso una giovane ginecologa ostetrica, la cui sicurezza e atteggiamento la mettono a dura prova, costringendola a confrontarsi con le proprie insicurezze.

## Amore nell'era glaciale
- Titolo originale: Love in the Ice Age

### Trama
Bailey accoglie al Grey Sloan un chirurgo di fama internazionale, una figura che ha sempre ammirato profondamente. L’arrivo del nuovo specialista porta una ventata di ispirazione e influenza l’intero team, soprattutto mentre si trovano ad affrontare un caso medico particolarmente complesso. Nel frattempo, Teddy, Owen, Jules e Ben si ritrovano a collaborare in un’emergenza: un paziente arriva con un grosso piccone conficcato nel torace. Il lavoro di squadra e la prontezza del gruppo si rivelano fondamentali per affrontare la situazione e salvargli la vita.

## Rompi le finestre
- Titolo originale: Bust Your Windows

### Trama
Il crollo improvviso di una piattaforma per lavavetri contro una finestra dell’ospedale mette a dura prova i riflessi e la preparazione del team del Grey Sloan, costretto a gestire una situazione di emergenza inattesa e pericolosa. Nel frattempo, Blue e Simone si scontrano per questioni legate alla convivenza, alimentando tensioni personali fuori dal reparto. Lucas, invece, cerca in tutti i modi di fare buona impressione su Catherine Avery mentre lavora sotto la sua supervisione, determinato a dimostrare il proprio valore.

## Papà era un vagabondo
- Titolo originale: Papa Was a Rollin' Stone

### Trama
Amelia affronta un intervento neurochirurgico ad altissimo rischio su Dylan Gatlin, una bambina di nove anni, in un’operazione delicata che tiene tutti con il fiato sospeso. Intanto, Winston e Jules si trovano in disaccordo su come gestire i familiari di un paziente politraumatizzato, mettendo in luce approcci molto diversi alla comunicazione in situazioni critiche. Jo e Link, nel frattempo, si scontrano con le difficoltà dell’organizzazione del loro matrimonio, tra dubbi, scelte difficili e stress da pianificazione.

## Ti amo come una canzone d'amore
- Titolo originale: Love You Like a Love Song

### Trama
È il giorno del matrimonio di Jo e Link, un evento atteso che porta con sé emozioni forti e l’arrivo di alcuni volti noti. Nel frattempo, Teddy e Owen accolgono un paziente in cerca di cure che si rivela essere una vecchia conoscenza, riaprendo ricordi e vecchie dinamiche. In reparto, Lucas si scontra con Simone riguardo alla gestione del peggioramento clinico di un paziente, dando vita a un confronto acceso su come affrontare al meglio la situazione.

## Come vivo
- Titolo originale: How Do I Live

### Trama
Gli specializzandi si preparano con entusiasmo al passaggio al secondo anno di specializzazione, pronti ad affrontare nuove sfide. Ma quella che sembra una giornata come tante al Grey Sloan prende una piega drammatica quando un’emergenza medica improvvisa sconvolge una sala operatoria, mettendo in pericolo la vita di pazienti e medici e lasciando il personale dell’ospedale sotto shock.